# Dagli Appennini alle Ande (film 1959)
Dagli Appennini alle Ande è un film del 1959 diretto da Folco Quilici, ispirato al romanzo Cuore di Edmondo De Amicis.

## Trama
La mamma del piccolo Marco Valesini ha da tempo lasciato la sua casa, il marito e il figlio per recarsi presso uno zio in Argentina. Da molti mesi, la donna non dà più notizie di sé; il piccolo Marco, desideroso di ricongiungersi a lei, decide di recarsi nella lontana America. Eludendo la sorveglianza di suo padre, il ragazzino si imbarca clandestinamente, a Genova, su una nave in partenza per l'Argentina. Durante il viaggio viene scoperto da un marinaio ma l'affettuosa protezione di due emigranti siciliani gli consente di sbarcare, nascosto in una cassa di arance. Recatosi all'indirizzo dello zio, scopre che questi è morto e che la mamma ha lasciato quell'abitazione. È l'inizio per il piccolo Marco di un'estenuante e faticosa ricerca dell'amata mamma.

## Produzione
Gli esterni sono stati girati in Argentina; alcune delle sequenze riprendono momenti di vita quotidiana dei nativi del posto, come la caccia ai coccodrilli di alcuni indigeni nei pressi del Chaco o quella ai condor dei gauchos.
(Folco Quilici)